# Lamelófono

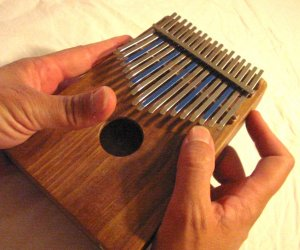
Una kalimba.

Un lamelófono o lameláfono es un instrumento musical con una delgada y larga placa que está fijada solamente en un extremo.  Cuando el ejecutante pulsa el extremo libre de la tira al mismo tiempo que desliza el dedo, la placa vibra. Las placas son de metal o bambú. Instrumentos lamelófonos son el arpa de boca, el marimbol y el mbira, de origen Africano.